# Sanyi, Pengshui
Sanyi (kinesiska: 三义) är en socken i sydvästra Kina. Den ligger i Pengshui härad i storstadsområdet Chongqing,  omkring 180 kilometer öster om det centrala stadsdistriktet Yuzhong. Antalet invånare är 5153. Befolkningen består av 2 430 kvinnor och 2 723 män. Barn under 15 år utgör 25,0 %, vuxna 15-64 år 62 %, och äldre över 65 år 12,0 %.